# Holzhau
Holzhau je vesnice, místní část obce Rechenberg-Bienenmühle v německé spolkové zemi Sasko. Nachází se v zemském okrese Střední Sasko a má 305 obyvatel. 

## Zeměpisná poloha
Obec leží v Krušných horách v přírodním parku Erzgebirge/Vogtland v údolí řeky Freiberská Mulda poblíž českých hranic. Steinkuppe (806 m n. m.) na jihovýchodě a Drachenkopf (805 m n. m.) na severovýchodě jsou třetí a čtvrtý nejvyšší vrchol v zemském okrese Mittelsachsen (Střední Sasko). Přes obec vedla od roku 1885 přeshraniční železniční trať Moldavské horské dráhy, od roku 1972 trať na německé straně končí právě v Holzhau, bez napojení na českou stranu.

## Historie

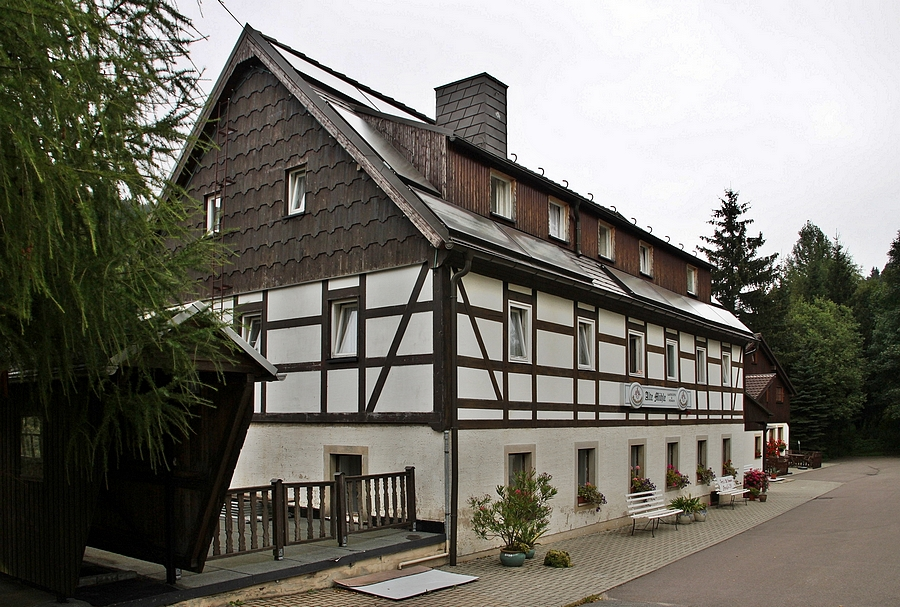
Pohled na "Starý mlýn", postavený v roce 1805.

V obci byl v roce 1438 zprovozněn plavební kanál na přepravu dřeva, které bylo naléhavě potřeba pro vzkvétající hornictví ve Freibergu a jeho okolí. V souvislosti s těžbou dřeva na hřebenech Krušných hor vznikla také osada Teichhaus, která se nachází poblíž nynějšího hraničního přechodu Moldava/Holzhau. Dřevo a dřevěné uhlí bylo dopravováno z oblasti Holzhau do Freibergu až do poslední třetiny 19. století.
V roce 1994 se do té doby samostatná obec Holzhau připojila k obci Rechenberg-Bienenmühle.

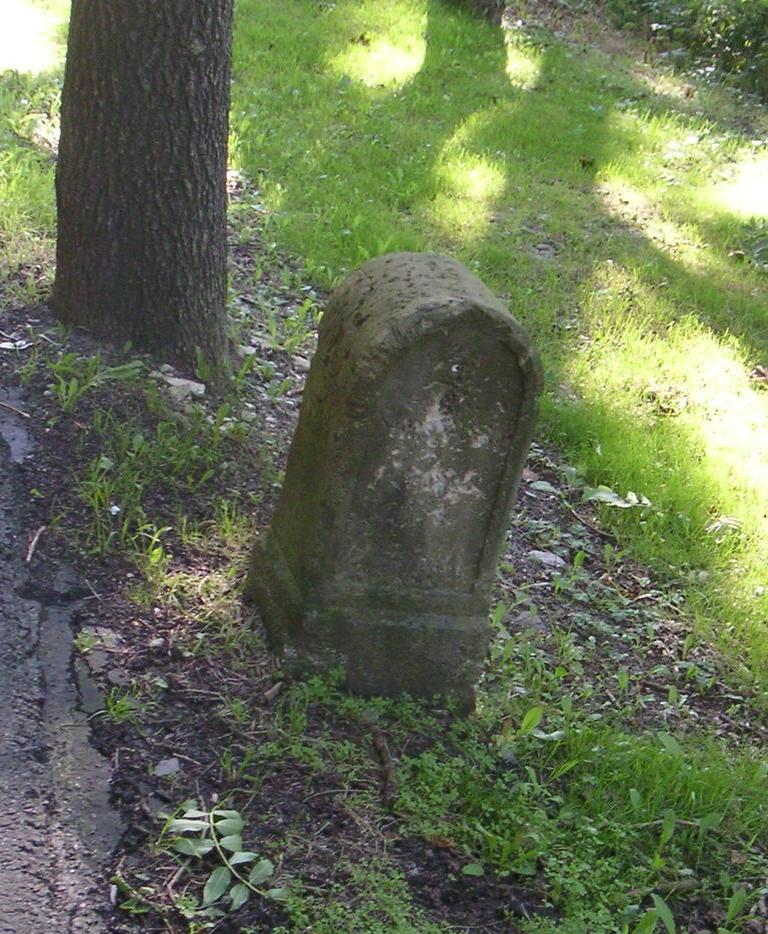
Královský saský milník na Muldentalstrasse